# Parvipimpla petita
Parvipimpla petita là một loài tò vò trong họ Ichneumonidae.